# 羽切松雄
羽切 松雄（はぎり まつお、1913年（大正2年）11月10日 - 1997年(平成9年)1月15日）は、日本の海軍軍人、政治家。最終階級は海軍中尉。太平洋戦争における撃墜王。富士市議会議員、静岡県議会議員を務めた。

## 生涯

### 入隊
1913年11月10日、静岡県田子浦村宮島（現：富士市）に農漁業を営む一家の次男として生まれる。夜間の青年訓練所を出た後に恐慌の影響で就職口がなかったため、両親に無断で海軍を志願した。1932年（昭和7年）6月1日、横須賀海兵団に入団、18歳。11月、新兵教育を修了、巡洋艦「摩耶」に機関兵として乗組、3等機関兵。しかし、激しいしごきに嫌気が差して艦載水上機に憧れ、戦闘機乗りを志すようになる。操縦練習生を幾度か受験し続けた末に合格し、1935年（昭和10年）2月、第28期操縦練習生を拝命、霞ケ浦海軍航空隊付。戦闘機専修に選抜され。8月、館山海軍航空隊で延長教育を受ける。1936年（昭和11年）11月、大湊海軍航空隊配属。1937年10月、大村空配属、空母「蒼龍」乗組、3等空兵曹。初の実戦部隊である。横山保分隊所属。蒼龍が艤装中だったため、鳳翔で着艦訓練に従事。

### 日中戦争

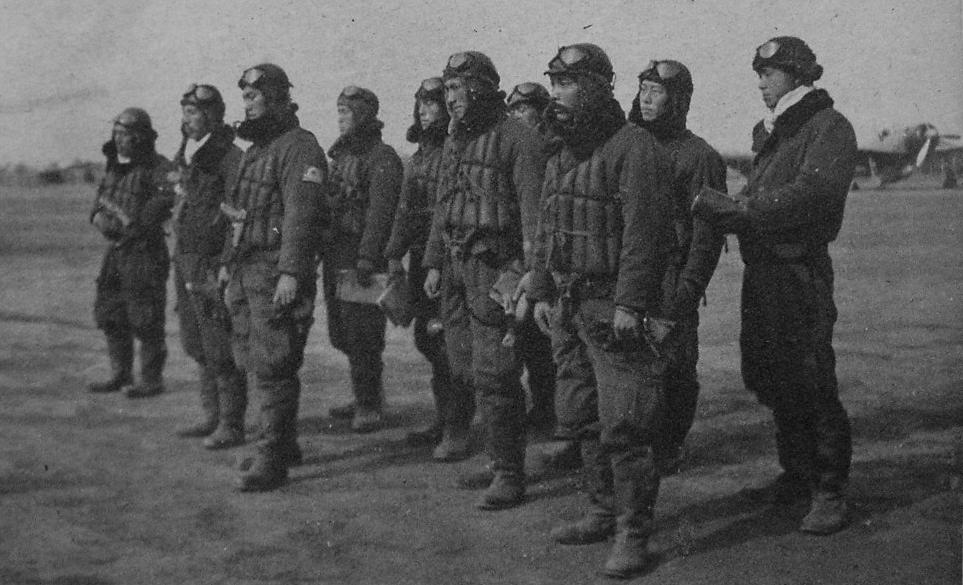
十二空時代の羽切(右から三人目)

1938年5月、蒼龍で中国へ進出し、日中戦争に参加。1938年（昭和13年）6月末、安慶上空でソ連製のSB双発爆撃機を撃墜。これが羽切の初戦果である。1939年（昭和14年）11月、内地に帰還し横須賀海軍航空隊配属、2等空兵曹。12試艦上戦闘機（後の零式艦上戦闘機）の実験に参加。6月に着任した横山保大尉の分隊に所属し、実験中の12試艦戦を現地で調整、使用するため、漢口に進出。1940年（昭和15年）7月15日、第十二航空隊に転属。
漢口進出後、12空の零戦搭乗員は、横山ら横空から空輸してきたA班（10名）、漢口基地から選抜された進藤三郎大尉らB班（12名）に分けられた。
8月19日、初出撃。羽切は横山大尉の2番機として出撃したが、会敵しなかった。その後の3度の出撃には参加せず、零戦の初戦果は9月13日の「璧山空戦（中国名）」でB班に奪われてしまった。
10月4日、羽切は横山大尉率いる零戦8機の2番機として第一次成都空襲に参加。成都に到着すると、I-16 1機を発見、距離200メートルまで肉薄して撃墜した。温江飛行場を偵察したが敵機なく、大平寺飛行場に向かうと、並べられていた20機ほどの敵機に銃撃を加え、更に東山市郎空曹長、中瀬正幸一空曹、大石英男二空曹とともに、前日に4人で計画した案により、大平寺飛行場に強行着陸し地上機に放火。羽切は大石、中瀬に続いて三番目に着陸し、引込線の敵機に向かって駆け寄ったが、それは囮機であった。他の獲物を探そうとしていると、地上兵の銃撃を受け、身の危険を感じたため機体へと戻り、最後に離陸した。離陸後に上空3000メートルで集合する約束であったがカーチス・ホークⅢ 3機と遭遇、全機を撃墜した。しかし編隊と合流できず、単機で漢口へと帰還した。「あの悪天候を、一人ぼっちで飛ぶ不安と心細さ、これは実際に経験したものでなければ分からないだろう。雲上飛行を続けているうちにやっと揚子江を見つけた時のうれしさ、思わず母の名を叫んだものだった。」と記している。
1941年（昭和16年）3月上旬、再度成都攻撃を命じられ、宜昌に進出。14日、戦闘隊（長：横山保大尉）第1中隊第2小隊長として参加。双流飛行場にてI-15bis2機、軍用自動車1両を地上撃破、続いて迎撃に上がったI-153と交戦し、2機を単独、1機を第1小隊2番機の有田位紀三空曹と共同撃墜した。7月23日、過労による胃痙攣を起こし内地に転勤、筑波海軍航空隊付。先任教員を務めた。

### 太平洋戦争
1941年12月太平洋戦争開戦。1942年（昭和17年）4月1日、飛行兵曹長。8月、横須賀海軍航空隊。J2M1（雷電）の試験飛行、３号爆弾、反跳爆弾のテスト等各種飛行実験に携わった。1943年（昭和18年）初頭に行われた零戦三二型による荷重実験では、8.6Gもの荷重に耐え、専門家を驚かせた。
1943年7月6日、呉港から翔鶴でニューブリテン島ラバウルに向かい、第二〇四航空隊分隊士に着任。赴任先はソロモン諸島ブーゲンビル島ブインであったが、副長・玉井浅一中佐よりしばらくラバウルで休むよう命じられ、ブイン、トラック島間で零戦の空輸任務を行う。24日早朝、新人入隊者ら8機を連れてブイン基地に赴任。25日、レンドバ島迎撃戦に参加。以降の出撃は97回にも及んだ。204空の搭乗員だった大原亮治飛曹長は羽切について「眼光鋭く、顔は笑っていても目は決して笑っていなかった。周囲を払う迫力があったが、半面、実に人情のある、こまやかな心遣いの人だった。大きな負傷をすると後方に下がる人が多い中、最後まで戦わんかなの気迫を失わなかった。一緒に編隊を組んで、風防の中のあのひげを見ただけで、よし、今日も大丈夫だ、という安心感が沸いてきたものだった。毎日竹刀を持ってリハビリに励み、飛行長が搭乗割を書かなくても、「おい、飛べる飛行機ないか」と飛び上がっていた」と語っている。
9月23日、ベララベラ島上空にてP-40、グラマンＦ4Ｆと交戦。右肩の後ろから12.7ミリ機銃弾が貫通、鎖骨・肩甲骨を粉砕する重傷を負う。10月10日、病院船「高砂丸」にて内地に帰還し、横須賀海軍病院に収容された。当初、肩より上には絶対に上がらないといわれたが、棒で右腕を上げる訓練を毎日何千回繰り返すリハビリの結果、再び操縦桿を握れるようになるまで回復する。11月18日、長女由美子が病死。退院後の1944年（昭和19年）3月、横須賀海軍航空隊付。10月17日、弟四郎が比島方面で戦死。
1945年（昭和20年）2月17日、横浜市杉田上空で第5艦隊第58任務部隊所属のヘルキャットと交戦。一機の撃墜を報告。しかしこのとき列機だった先任搭乗員・山崎卓上飛曹（丙飛3期）が被弾して落下傘降下したところ木に引っかかり、地元警防団に米兵と間違われて撲殺された。この事件を受けて翌3月、羽切らの発案で、パイロットは陸海軍共に味方識別のために飛行帽や飛行服右袖に日の丸を縫い付けることが義務付けられた。
3月2日、妻文子が熱病のため急逝。車の手配が付かなかったため、その遺体をリヤカーに載せ、金沢八景の借家から汐入の火葬場までの7キロの道のりを雪が積もった中一人引いていった。部隊ではそんなそぶりは微塵も見せず、当時の隊員も戦後数十年経つまでそのことを誰も知らなかったという。3月10日、末弟の忠夫が奄美大島南西洋上にて敵潜水艦の雷撃で沈没し戦死した。3月、B-29一機の撃墜を報告。4月12日、紫電改に新式の60キロロケット弾（6番27号爆弾）を装備して下田上空でB-29と交戦。ロケット弾は不発で、逆に今度は右膝の皿を砕かれる重傷を負い、海軍病院として接収されていた熱海の古屋旅館に入院。5月1日、中尉。8月、入院中に終戦を迎える。終戦までの撃墜数は13機。

### 戦後
1945年8月23日、復員。戦時中の二度にわたる負傷の件で、役所から傷痍軍人恩給の申請を勧められたが、「この通り、腕は動くからいりません」と辞退した。
しばらくは半農半漁の生活を続けたが、1946年（昭和21年）、犯罪集団と化した青年団を正常化させるため当時の村長の要請で青年団長に就任。1947年（昭和22年）、再婚。1953年（昭和28年）、弟、崇（たかし）ともにトラック運送会社を興し、役員に就任。1954年（昭和29年）、第一回富士市議会選挙に立候補し当選。以後、4期務め、議長も経験した。1967年（昭和42年）、自由民主党所属として静岡県議会議員選挙に立候補し当選。以後、4期務める。
1977年（昭和52年）、藍綬褒章受章。
1983年（昭和58年）、県議会議員選挙で落選。以降は政界を引退して運送業に専念し、静岡県トラック協会会長を8年務めた。
羽切は、政治家になった所感について、「軍人よりも政治家だった時間が長いが、戦闘機に乗っていた頃の方が言うに言えない充実感があった。欲も得も無く純粋に一生懸命生きて、いつまでたっても忘れられない思い出がある。ところが政治は、駆け引きをしたり、同志であっても足の引っ張り合いをしたりの世界で、地元にはそれなりの貢献をしたとは思うが、やはり戦闘機搭乗員としての働きが満足しているし、誇りに思っている」と語っている。1997年1月15日、前立腺癌のため死去。享年83。趣味は囲碁と読書だった。

## 著書
- 『大空の決戦―零戦搭乗員空戦録』 (文春文庫、2000年)
- 『さらばラバウル』（山王書房、1967年）